# Monasterio de San Martín de Alión
El Monasterio de San Martín de Alión (fecha sin determinar pero anterior al siglo IX) se sitúa en el término de Las Salas, en la comarca de Riaño, provincia de León. Actualmente se conservan las ruinas reconstruidas en 2007 de lo que fue la iglesia monacal anexa al monasterio (los muros y el arco fajón).

## Valor histórico

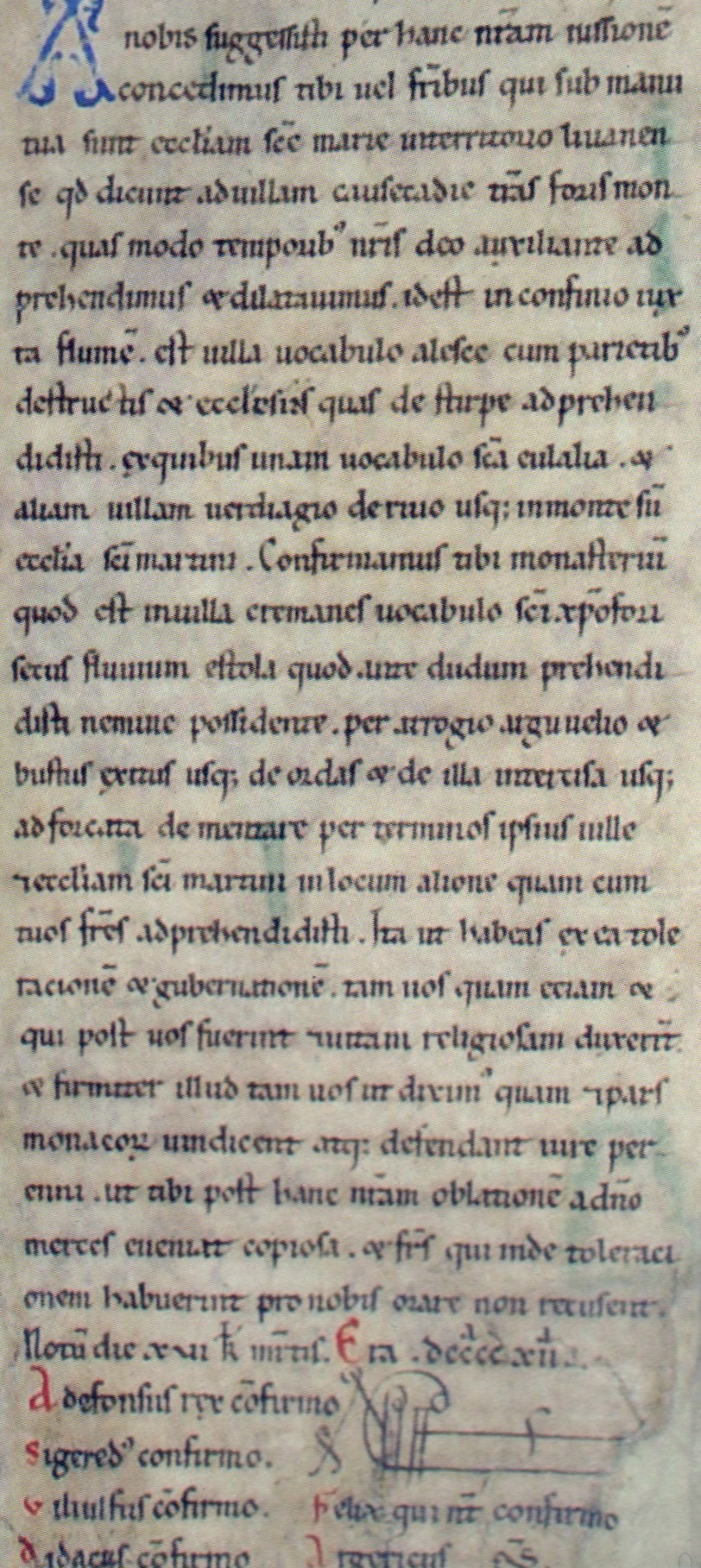
Documento del año 874, del rey Alfonso III, en el que le otorga, entre otros sitios, la Tierra de Alión y el Monasterio de San Martin, a Sisnando, monje de Santo Toribio de Liébana

La existencia de este monasterio está documentada con dos escrituras. La primera y más concluyente es del año 874, por la que el rey Alfonso III le otorga al monje lebaniego Sisnando, la Tierra de Alión y el Monasterio de San Martín, tras el período de Reconquista con la misión de organizar los poblados y el aprovechamiento de sus riquezas.
Además, existe otra escritura del año 1189 por la que se da a conocer la donación de la Condesa Urraca González de parte de sus pertenencias en una treintena de pueblos de esta región, entre ellos Alión y en la que está incluido el Monasterio de San Martín. 
La toponimia del lugar avala la existencia del citado monasterio. Las ruinas se encuentran situadas en el paraje conocido como "Tierra del Monasterio" y en sus proximidades se encuentran otros parajes conocidos como "Los Casarines", "Las Iglesicas" y "Peña Castillo". Parece ser que la construcción del citado monasterio obedecía a la misión de organizar el territorio, por lo que podemos suponer que los primeros asentamientos del pueblo de Las Salas se encontraban en las proximidades del Monasterio, no demasiado cerca, para no interferir en los quehaceres de la vida monacal, pero dependientes del mismo.
Las ruinas del monasterio se constituyeron con el tiempo en cementerio parroquial, seguramente desde que se dio cumplimiento a lo decretado por la Reales Órdenes de 18-7-1.887 y 5-4-1.889, prohibiendo enterrar en las iglesias, hasta que en 1.953 se construyó el cementerio nuevo en el pedregal del “Alto de la Varga de las Eras”.

## Reconstrucción
El valor histórico y arqueológico del Monasterio de San Martín de Alión queda suficientemente documentado en la obra de Salvador Alonso, por lo que en 2007 se realizó la reconstrucción del arco y de los muros para evitar que se destruyera con el paso del tiempo.

## Galería

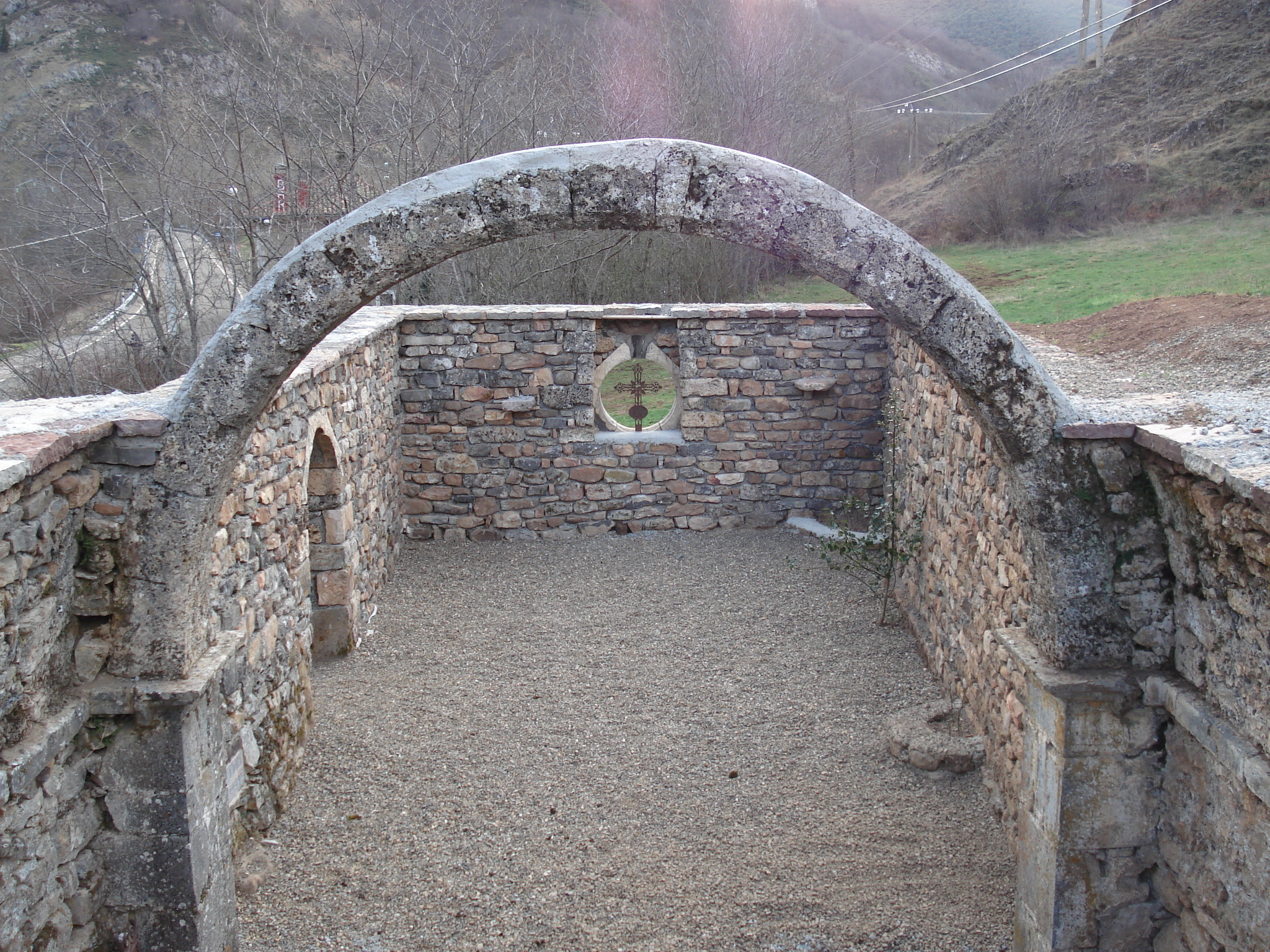
San Martín de Alión
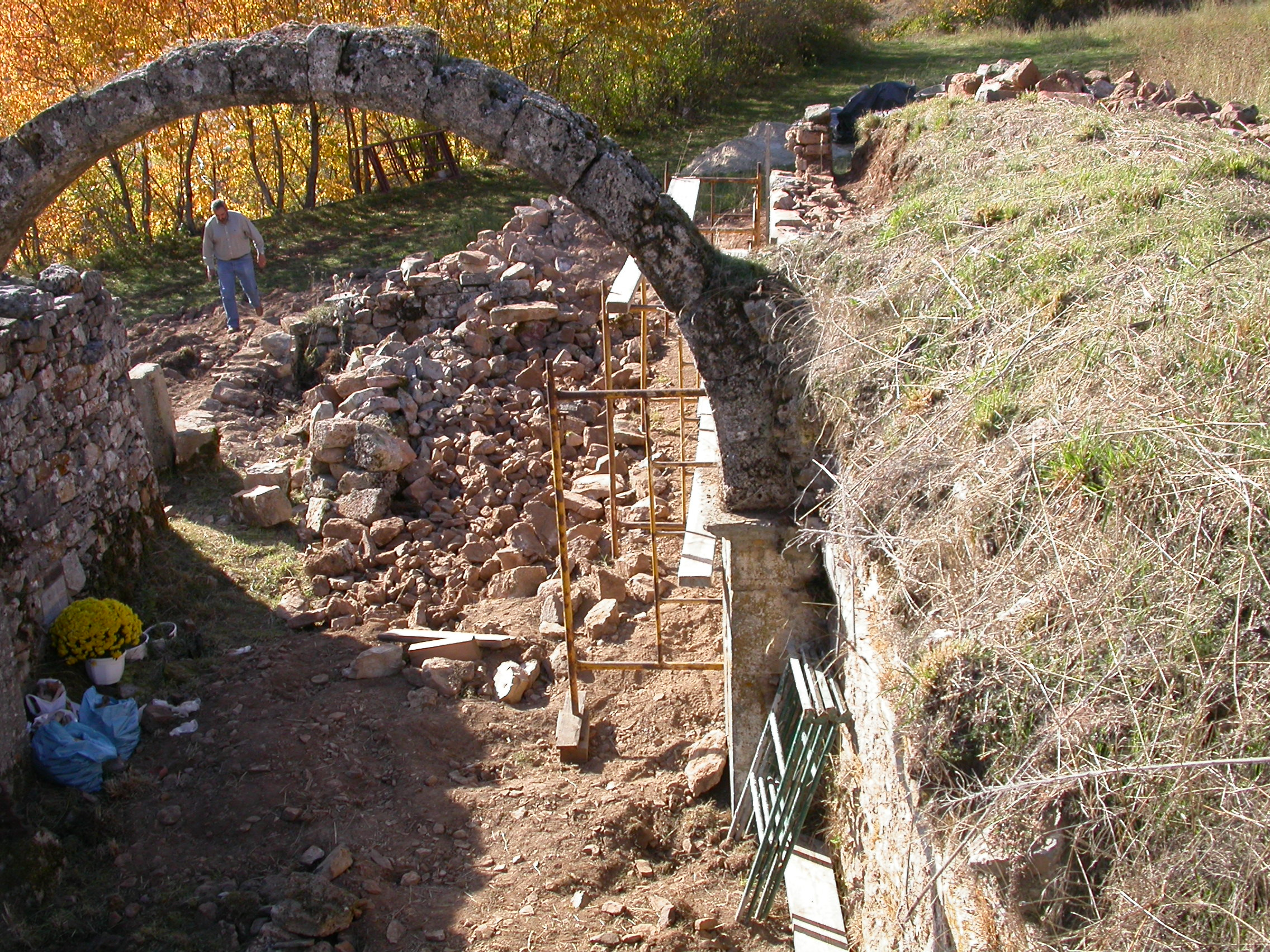
Restauración en 2007
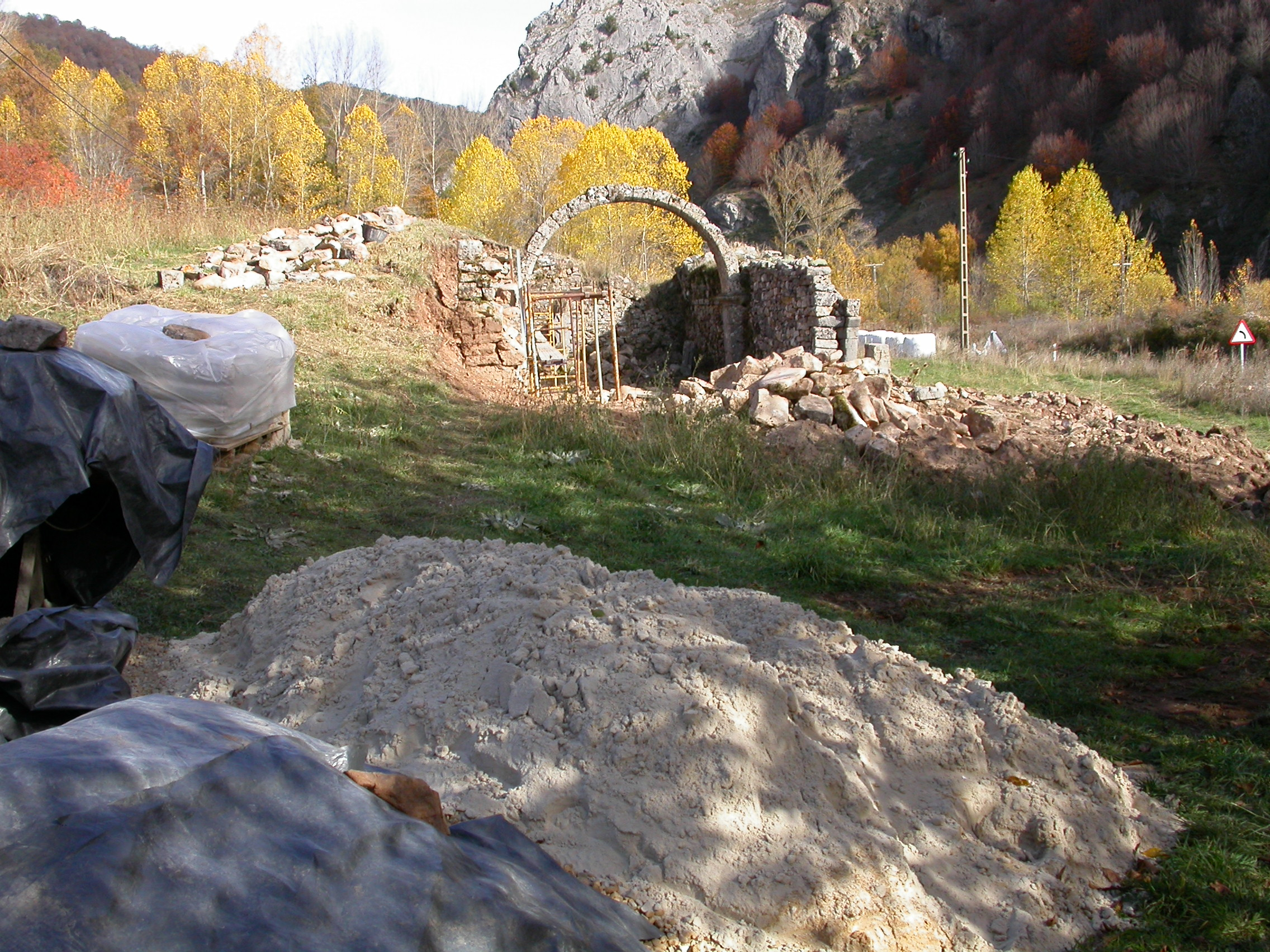
Restauración en 2007